# Kiashahr
Kīāshahr (farsi کیاشهر) è una città dello shahrestān di Astaneh-ye-Ashrafiyeh, circoscrizione di Kiashahr, nella provincia di Gilan. Aveva, nel 2006, una popolazione di 13.762 abitanti.